# Jesse Spencer
Jesse Gordon Spencer (Melbourne, Austrália, 12 de fevereiro de 1979) é um ator australiano, mais conhecido por seus papeis como Dr. Robert Chase na série médica House, M.D. e do Tenente/Capitão Matthew Casey na série Chicago Fire.

## Biografia
Jesse nasceu na Austrália. Tem três irmãos: Tarney, um cirurgião plástico ocular; Luke, um ortopedista e Polly, uma anestesista. Seus pais, Robyn e Rodney Spencer são os fundadores da Australians Against Further Immigration,um partido político, e já se candidataram várias vezes nas eleições federais e estaduais.
Spencer frequentou a Canterbury Primary School, Malvern Central School e a Scotch College, vindo a se formar em 1997.
Jesse foi noivo da atriz Jennifer Morrison, que também participou da série House, M.D., como a Dra. Allison Cameron. Eles se conheceram no início das gravações, e se tornaram amigos. Eles começaram a namorar em julho de 2004, mas apenas no Emmy de 2006, admitiram o relacionamento e em 23 de dezembro de 2006 Spencer pediu Morrison em casamento na Torre Eiffel, em Paris. Em agosto de 2007 Spencer e Morrison anunciaram que tinham terminado seu noivado. Os motivos são desconhecidos.
Jesse começou a namorar a cantora Louise Griffiths em setembro de 2008, mas decidiram se separar em março de 2010.
Em dezembro de 2011 ele começou a namorar a surfista brasileira Maya Gabeira. O namoro deles terminou setembro de 2013.
Logo em seguida começaram os rumores de que Jesse estaria vivendo um affair com a atriz Monica Raymund, que também estrela a série Chicago Fire, porém, nunca houve uma confirmação oficial disso.
Spencer toca violino desde os dez anos de idade e também toca guitarra e piano. Ele também sabe cantar. Suas principais musicas são: Molly Smiles, Night of love e Sheets of a Egyptian Cotton.

### Carreira
Spencer é conhecido na Austrália e no Reino Unido como "Billy Kennedy" da famosa série australiana Neighbours, um papel que desempenhou durante seis anos, de 1994 a 2000. Atuou na aclamada série de drama da BBC, Death in Holy Orders, bem como nos filmes, Campeão e Grande Menina, Pequena Mulher. Ele colaborou com a trilha sonora desse filme, atuando em duas canções; "Molly Smiles" e "Sheets of Egyptian Cotton".
Desde 2004, ele está nos Estados Unidos desempenhando o papel do Dr. Robert Chase, na série House, M.D., ao lado de Hugh Laurie no papel título. Ele também co-estrelou com sua ex-noiva, Jennifer Morrison no filme independente de 2006, Flourish.
Desde 2008, ele toca violino na banda humanitária, Band From TV, um grupo musical formado por Greg Grunberg. A banda toca em vários eventos, visando a arrecadação de verbas para auxílio aos necessitados. A banda também tocou no American Idol Gives Back, ao lado da estrela de Desperate Housewives, Teri Hatcher.
Por nove anos Spencer desempenhou o papel do tenente Matthew Casey do corpo de bombeiros de Chicago na série Chicago Fire, anunciando sua saída do programa após o episódio 200.
Spencer recebeu o prêmio Golden Boomerang por Australianos em Filmes no 2º Australians in Film Breakthrough Awards em 11 de maio de 2006, por seu trabalho em House, M.D., ao lado de Jacinda Barrett, James Wan e Leigh Whannell. Em 2007, ele foi incluido na lista da revista People como umas das Cem Pessoas Mais Bonitas do Mundo.

## Filmografia
| Filmes      | Filmes                        | Filmes                       | Filmes                                                                         |  |
| Ano         | Filme                         | Papel                        | Obs.                                                                           |  |
| ----------- | ----------------------------- | ---------------------------- | ------------------------------------------------------------------------------ |  |
| 2000        | Lorna Doone                   | Marwood de Whichehalse       | Para a TV                                                                      |  |
| 2001        | Curse of the Talisman         | Jeremy Campbell              | Para a TV                                                                      |  |
| 2001        | Winning London                | Lord James Browning Jr.      |                                                                                |  |
| 2002        | Stranded                      | Fritz Robinson               | Para a TV                                                                      |  |
| 2003        | Swimming Upstream             | Tony Fingleton               |                                                                                |  |
| 2003        | Uptown Girls                  | Neal Fox                     |                                                                                |  |
| 2003        | Death in Holy Orders          | Raphael Arbuthnot            | Para a TV, baseado no romance homônimo                                         |  |
| 2006        | Flourish                      | Eddie Gator                  |                                                                                |  |
| 2010        | Tell-Tale                     | Lover                        |                                                                                |  |
| 2015        | The Girl Is in Trouble        | Nicholas Feinstein           |                                                                                |  |
| Televisão   |                               |                              |                                                                                |  |
| Ano         | Título                        | Papel                        | Obs.                                                                           |  |
| 1994        | Time Trax                     | Young Bill                   | Episódio: "A Close Encounter"                                                  |  |
| 1994–2000   | Neighbours                    | Billy Kennedy                | Papel principal (1994–2000; 2005)                                              |  |
| 1998        | Hercules: The Animated Series | Triten Jr.                   | Episódio: "Hercules and the Son of Poseidon"; voz                              |  |
| 2002        | Always Greener                | Kyle                         | Episódio: "A Death in the Family"                                              |  |
| 2004–2012   | House                         | Robert Chase                 | Papel principal (2004–2012)                                                    |  |
| 2005        | Blue Heelers                  | Lee Cruickshank              | Episode: "Dangerous Animals"                                                   |  |
| 2012–2021   | Chicago Fire                  | Matthew Casey                | Papel principal (2012–2021)                                                    |  |
| 2014–2019   | Chicago P.D.                  | Matthew Casey                | Papel recorrente                                                               |  |
| 2016–2019   | Chicago Med                   | Matthew Casey                | Papel recorrente                                                               |  |
| Teatro      |                               |                              |                                                                                |  |
| Ano         | Título                        | Papel                        | Obs.                                                                           |  |
| 1991        | The King and I                | Louis                        | Teatro Estatal, Melbourne, Austrália                                           |  |
| 1992        | Winnie the Pooh               | Christopher Robin            | Alexander Theatre (Monash), Austrália.                                         |  |
| 1993        | Scrooge                       | Irmão mais velho de Tiny Tim | Princess Theatre, Melbourne, Austrália.                                        |  |
| 1998–1999   | Peter Pan                     | Peter Pan                    | Hammond Productions (Londres), White Rocks Theatre, Hastings, Reino Unido.     |  |
| 1999–2000   | Jack and the Beanstalk        | Jack                         | Artist Management Group production - Wolverhampton Grand Theatre, Reino Unido. |  |
| 2003        | The Modernists                | Terrance                     | Crucible Theatre, Los Angeles, Califórnia                                      |  |
| Videoclipes |                               |                              |                                                                                |  |
| Ano         | Canção                        | Papel                        | Artista                                                                        |  |
| 2009        | Still Have My Heart           | Dentista                     | Caitlin Crosby                                                                 |  |
| 2010        | Say Goodbye                   | Namorado                     | Katharine McPhee                                                               |  |

## Prêmios e indicações

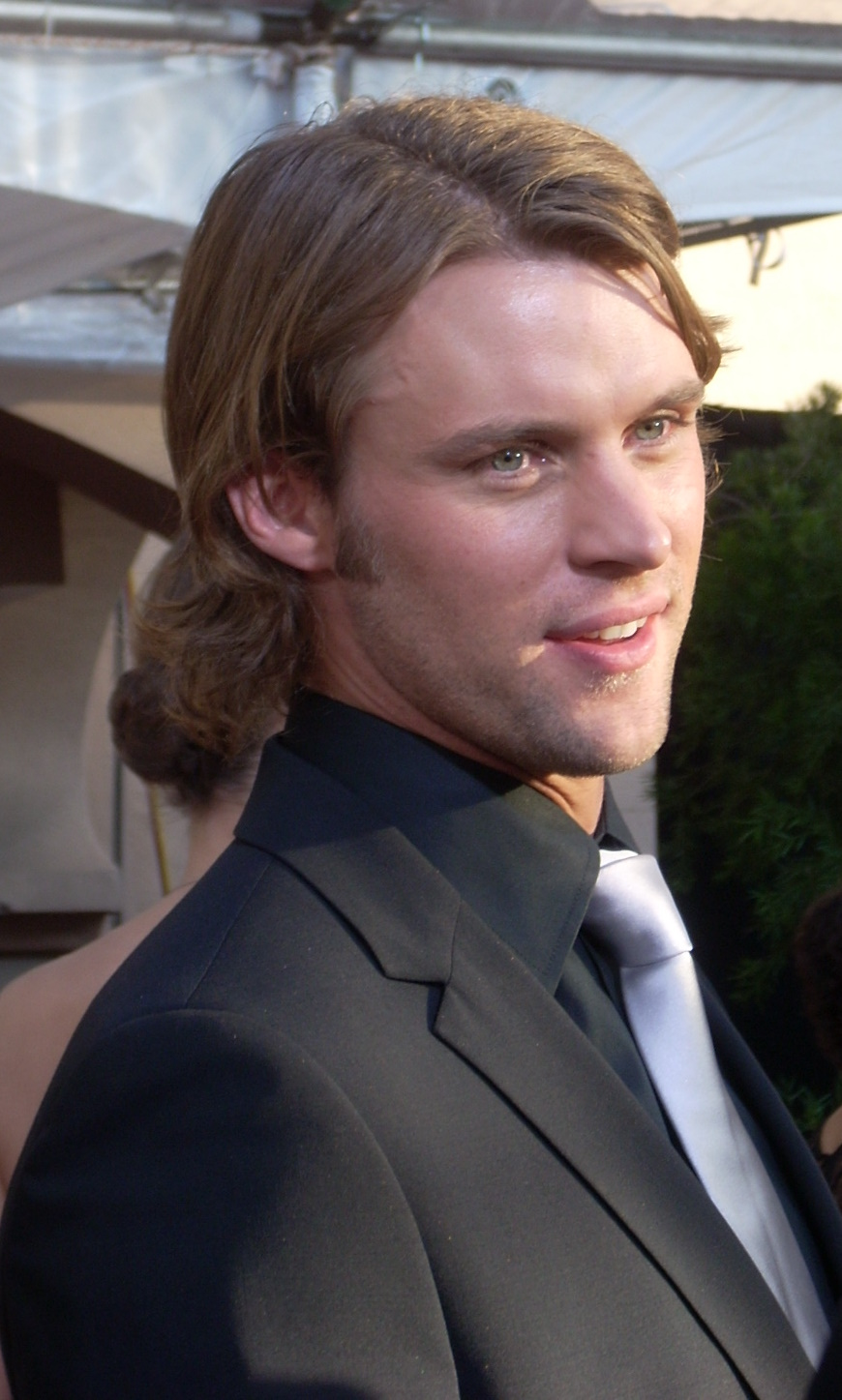
Spencer em 2009 SAG Awards.

| Ano  | Resultado | Premiação                  | Indicação                                          | Título     |
| ---- | --------- | -------------------------- | -------------------------------------------------- | ---------- |
| 2009 | Indicado  | Screen Actors Guild Awards | Performance Marcante em Conjunto em Série de Drama | House M.D. |
| 2005 | Indicado  | Teen Choice Awards         | Escolha de Melhor Performance na TV - Masculino    | House M.D. |
| 1999 | Indicado  | Logie Awards               | Ator Mais Popular                                  | Neighbours |
| 1998 | Indicado  | Logie Awards               | Ator Mais Popular                                  | Neighbours |